# Spiroplasma eriocheiris
Spiroplasma eriocheiris ist ein Bakterium aus der Gattung der Spiroplasmen und Erreger der Tremor disease bei im Süßwasser lebenden Krebstieren. Es gehört zur Serogruppe XLIII der Spiroplasmen.

## Merkmale
Spiroplasma eriocheiris ist ein Bakterium ohne Zellwand und wird von einer Einzelmembran begrenzt. Derzeit sind drei Oberflächenproteine bekannt: SLP25 (Spiralin-like protein), SLP31 und ALP41 (adhesin-like protein). Das Genom hat eine Größe von 1,4–1,6 Mbp.
Das Bakterium wächst bei Temperaturen zwischen 20 und 40 °C, das Temperaturoptimum beträgt 30 °C. Bei dieser Temperatur verdoppelt sich die Bakterienzahl alle 24 Stunden. Spiroplasma eriocheiris verstoffwechselt Glucose und hydrolysiert Arginin, spaltet jedoch keinen Harnstoff.